# Бережківська сільська рада
Бере́жківська сільська́ ра́да — орган місцевого самоврядування в Дубровицькому районі Рівненської області. Адміністративний центр — село Бережки.

## Загальні відомості
- Бережківська сільська рада утворена в 1939 році.
- Територія ради: 40,357 км²
- Населення ради: 1 987 осіб (станом на 2001 рік)
- Територією ради протікає річка Случ.

## Адміністративний поділ
Сільраді підпорядковані населені пункти:
- c. Бережки
- с. Узлісся

## Населення
Станом на 1 січня 2011 року населення сільської ради становило 1912 осіб. У 2017 році населення сільської ради становило 1830 осіб.
Згідно з переписом УРСР 1989 року чисельність наявного населення сільської ради становила 2073 особи, з яких 984 чоловіки та 1089 жінок.
За переписом населення України 2001 року в сільській раді мешкало 1965 осіб.

### Мова
Розподіл населення за рідною мовою за даними перепису 2001 року:
| Мова       | Відсоток |
| ---------- | -------- |
| українська | 99,70 %  |
| російська  | 0,15 %   |
| білоруська | 0,05 %   |
| болгарська | 0,05 %   |
| молдовська | 0,05 %   |

### Вікова і статева структура
Структура жителів сільської ради за віком і статтю (станом на 2011 рік):
| Вік   | Чоловіків | Жінок | Разом |
| ----- | --------- | ----- | ----- |
| 0-17  | 239       | 231   | 470   |
| 18-39 | 354       | 292   | 646   |
| 40-59 | 244       | 220   | 464   |
| 60+   | 124       | 208   | 332   |
| Разом | 961       | 951   | 1912  |

### Соціально-економічні показники
| Працездатне населення | Працездатне населення | Працездатне населення | Працездатне населення | Працездатне населення | Працездатне населення | Непрацездатне населення | Непрацездатне населення | Непрацездатне населення | Непрацездатне населення | Непрацездатне населення | Непрацездатне населення | Все населення |
| Чоловіки              | Чоловіки              | Жінки                 | Жінки                 | Разом                 | Разом                 | Чоловіки                | Чоловіки                | Жінки                   | Жінки                   | Разом                   | Разом                   | 1912          |
| ос.                   | %                     | ос.                   | %                     | ос.                   | %                     | ос.                     | %                       | ос.                     | %                       | ос.                     | %                       | 1912          |
| --------------------- | --------------------- | --------------------- | --------------------- | --------------------- | --------------------- | ----------------------- | ----------------------- | ----------------------- | ----------------------- | ----------------------- | ----------------------- | ------------- |
| 601                   | 31                    | 478                   | 31                    | 1079                  | 56                    | 217                     | 11                      | 258                     | 14                      | 475                     | 25                      | 1912          |

| Зайняті  | Зайняті  | Зайняті | Зайняті | Зайняті | Зайняті | Безробітні | Безробітні | Безробітні | Безробітні | Безробітні | Безробітні | Все населення |
| Чоловіки | Чоловіки | Жінки   | Жінки   | Разом   | Разом   | Чоловіки   | Чоловіки   | Жінки      | Жінки      | Разом      | Разом      | 1912          |
| ос.      | %        | ос.     | %       | ос.     | %       | ос.        | %          | ос.        | %          | ос.        | %          | 1912          |
| -------- | -------- | ------- | ------- | ------- | ------- | ---------- | ---------- | ---------- | ---------- | ---------- | ---------- | ------------- |
| 157      | 10       | 165     | 10      | 322     | 20      | 352        | 22         | 240        | 15         | 592        | 37         | 1912          |

| Дорослі | Діти | Пенсіонери | Інваліди Німецько-радянської війни | Учасники бойових дій | Інваліди всіх груп і категорій | Люди, які обслуговуються служб. соц. допом. на дому | Неповні сім'ї | Діти з неповних сімей | Багатодітні сім'ї | Діти з багатодітних сімей | Діти-інваліди | Діти-сироти | Одинокі багатодітні матері |
| ------- | ---- | ---------- | ---------------------------------- | -------------------- | ------------------------------ | --------------------------------------------------- | ------------- | --------------------- | ----------------- | ------------------------- | ------------- | ----------- | -------------------------- |
| 1241    | 598  | 510        | 3                                  | 11                   | 101                            | 24                                                  | 5             | 8                     | 51                | 170                       | 13            | 10          | 4                          |

## Вибори
Станом на 2011 рік кількість виборців становила 1431 особа.

## Склад ради
Рада складається з 16 депутатів та голови.
- Голова ради: Красько Ганна Семенівна
- Секретар ради: Жмура Дмитро Васильович

### Керівний склад попередніх скликань
| Прізвище, ім'я, по батькові | Основні відомості                                                                                          | Дата обрання | Дата звільнення |
| --------------------------- | --- | ------------ | --------------- |
| Красько Ганна Семенівна     | Сільський голова, 1960 року народження, освіта вища, член Соціал-демократичної партії України (об'єднаної) | 26.03.2006   | 31.10.2010      |
| Красько Ганна Семенівна     | Сільський голова, 1960 року народження, освіта вища, позапартійна                                          | 31.10.2010   |                 |

Примітка: таблиця складена за даними сайту Верховної Ради України